# Armodorum calcarata
Armodorum calcarata là một loài thực vật có hoa trong họ Lan. Loài này được (Holttum) K.W.Tan mô tả khoa học đầu tiên năm 1974.